# Быченко, Георгий Степанович
Георгий (Юрий) Степанович Быченко (1900—1942) — советский учёный-историк, ректор Львовского университета (сентябрь 1940 — июнь 1941).

## Биография
Выпускник Киевского лесохозяйственного института (1926) и Московского института востоковедения (1939)
В сентябре 1940 года сменил на посту ректора Львовского университета Михаила Марченко, обвиненного в украинском национализме. Будучи ректором одновременно возглавлял специально созданную для него кафедру истории колониальных и зависимых стран на историческом факультете Университета.

## Научные интересы
Труды по лесоведению

## Публикации
- ІСТОРИЧНИЙ ФАКУЛЬТЕТ У структурі львівського університету: 1940 рік//ISSN 2078-6107. Вісник Львівського університету. Серія історична. 2014. Випуск 50. С. 418—456 (укр.) (укр.)